# Бирюкова, Александра Петровна
Александрова Петровна Бирюкова (1906—1988) — советский и российский учёный почвовед-агроном, ведущий специалист в области мелиоративного почвоведения, земледелия и агрономии, доктор сельскохозяйственный наук, профессор. Почётный член Всесоюзного общества почвоведов при АН СССР (с 1968).

## Биография
Родилась 16 апреля 1906 года в селе Павловка Симбирской губернии в семье крестьян.
С 1925 по 1930 год обучалась на естественном отделении Саратовского государственного университета.
С 1930 по 1933 год на научно-исследовательской работе в Саратовской опытной сельскохозяйственной станции АН СССР в качестве научного сотрудника. С 1933 по 1937 год проходила обучение на очной аспирантуре по кафедре почвоведения Саратовского государственного университета. С 1954 по 1959 год обучалась на очной докторантуре Почвенного института имени В. В. Докучаева АН СССР.
С 1948 по 1988 год на научно-педагогической работе в Саратовском сельскохозяйственном институте имени Н. И. Вавилова и в Саратовском институте механизации сельского хозяйства имени М. И. Калинина в качестве ассистента, доцента и профессора кафедры почвоведения. Помимо основной деятельности А. П. Бирюкова являлась  председателем Саратовского отделения Всесоюзного общества почвоведов при АН СССР, членом Учёных советов СИМСХ имени М. И. Калинина и  Волжского НИИ гидротехники и мелиорации.

### Научно-педагогическая деятельность и вклад в науку
Основная научно-педагогическая деятельность А. П. Бирюковой была связана с вопросами в области мелиорации и почвоведения, в том числе общего и мелиоративного, вопросами агрономии, земледелия, общей биологии и растениеводства. А. П. Бирюкова занималась исследованиями в области орошения сухих степей, минерализации и процессов засоления и орошения почв Заволжья, занималась разработкой критической глубины залегания уровня солёных почв грунтовой воды. С 1968 года А. П. Бирюкова являлась почётным членом Всесоюзного общества почвоведов при АН СССР.
В 1939 году защитила диссертацию на соискание учёной степени кандидат биологических наук по теме:  «Засоление почв при орошении», в 1959 году защитила диссертацию на соискание учёной степени  доктор сельскохозяйственных  наук по теме:   «Влияние орошения на водный и солевой режим почв Южного Заволжья». В 1960 году ей присвоено учёное звание профессор. А. П. Бирюковой было написано более сорока научных трудов, в том числе монографий, а так же научных статей и публикаций опубликованных в ведущих научных журналах, в том числе в журнале РАН — «Почвоведение». Под её руководством было защищено более десяти кандидатов сельскохозяйственных наук. 

## Награды
- Орден Трудового Красного Знамени
- Орден «Знак Почёта»[1][2]